# Vrouwenmarathon van Tokio 1979
De Vrouwenmarathon van Tokio 1979 werd gelopen op zondag 18 november 1979. Het was de eerste editie van de Tokyo International Women's Marathon. In totaal finishten er 46 vrouwen. Aan deze wedstrijd mochten alleen vrouwelijke eliteloopsters deelnemen. De Engelse Joyce Smith kwam als eerste over de streep in 2:37.48.

## Uitslagen
| rang   | naam                 | land | tijd    |
| ------ | -------------------- | ---- | ------- |
| Goud   | Joyce Smith          | ENG  | 2:37.48 |
| Zilver | Gillian Horovitz     | ENG  | 2:39.28 |
| Brons  | Sissel Grottenberg   | NOR  | 2:43.05 |
| 4      | Elizabeth Richards   | AUS  | 2:43.34 |
| 5      | Lauri McBride        | USA  | 2:47.19 |
| 6      | Jane Robinson        | USA  | 2:48.21 |
| 7      | Minoru Muramoto      | JPN  | 2:48.52 |
| 8      | Odile Leveque        | FRA  | 2:49.33 |
| 9      | Liane Winter         | GER  | 2:49.39 |
| 10     | Annemarie Hilkenbach | GER  | 2:49.39 |
| 11     | Vanessa Vajdos       | USA  | 2:51.52 |
| 12     | Valborg Ostberg      | NOR  | 2:51.56 |
| 13     | Ichiko Hokazono      | JPN  | 2:51.57 |
| 14     | Christine Lavalee    | CAN  | 2:52.22 |
| 15     | Susan Hill           | AUS  | 2:53.35 |
| 16     | Michiko Gorman       | USA  | 2:54.09 |
| 17     | Kiyoko Obata         | JPN  | 2:54.24 |
| 18     | Gerlinde Puttman     | GER  | 2:55.42 |
| 19     | Shinobu Kurosaki     | JPN  | 2:57.46 |

Tokyo International Marathon (alleen mannen)

1981 · 1982 · 1983 · 1984 · 1985 · 1986 · 1987 · 1988 · 1989 · 1990 · 1991 · 1992 · 1993 · 1994 · 1995 · 1996 · 1997 · 1998 · 1999 · 2000 · 2001 · 2002 · 2003 · 2004 · 2005 · 2006

Tokyo International Women's Marathon (alleen vrouwen)

1979 · 1980 · 1981 · 1982 · 1983 · 1984 · 1985 · 1986 · 1987 · 1988 · 1989 · 1990 · 1991 · 1992 · 1993 · 1994 · 1995 · 1996 · 1997 · 1998 · 1999 · 2000 · 2001 · 2002 · 2003 · 2004 · 2005 · 2006 · 2007 · 2008

Tokyo Marathon (beide)

2007 · 2008 · 2009 · 2010 · 2011 · 2012 · 2013 · 2014 · 2015 · 2016 · 2017 · 2018 · 2019 · 2020 · 2021 · 2022 · 2023 · 2024